# Serpulella
Serpulella es un género de foraminífero bentónico considerado un sinónimo posterior de Tolypammina de la subfamilia Tolypammininae, de la familia Ammodiscidae, de la superfamilia Ammodiscoidea, del suborden Ammodiscina y del orden Astrorhizida. Su especie-tipo era Hyperammina vagans. Su rango cronoestratigráfico abarcaba el Holoceno.

## Discusión
Clasificaciones previas incluían Serpulella en el suborden Textulariina del orden Textulariida.

## Clasificación
Serpulella incluía a las siguientes especies:
- Serpulella vagans